# (5003) Silvanominuto
(5003) Silvanominuto (1988 ER2) est un astéroïde de la ceinture principale, découvert le 15 mars 1988 par l'astronome italien Walter Ferreri à l'Observatoire de La Silla (Chili).